# Економіка Татарстану
Економіка Татарстану — 8-ма економіка серед суб'єктів Російської Федерації за обсягом валового регіонального продукту (2017 р.). Обсяг валового регіонального продукту Татарстану в 2017 році склав 2 114,2 млрд рублів.
За даними Росстату на 2009 рік основна частка ВРП регіону становить видобуток корисних копалин (202,34 мільярдів рублів, 23 %), виробництва обробки (136,26 мільярдів рублів, 16 %). Частка Республіки Татарстан в загальноросійському виробництві становить (в %): поліетилен — 51,9; каучуки синтетичні — 41,9; шини — 33,6; автомобілі вантажні — 30,5 (КамАЗ); синтетичні миючі засоби — 12,1; нафта — 6,6; картон — 4,5.
| Галузь | Частка в сукупній виручці | Галузь                                                    | Частка в сукупній виручці |
| --- | ------------------------- | --------------------------------------------------------- | ------------------------- |
| Видобуток корисних копалин                                                                                    | 21,5                      | Оптова та роздрібна торгівля                              | 14,1                      |
| Виробництва обробки                                                                                           | 18,5                      | Транспортування і зберігання                              | 5,9                       |
| Забезпечення електричною енергією, газом і паром; кондиціонування повітря                                     | 2,1                       | Діяльність в галузі інформації та зв'язку                 | 2,2                       |
| Водопостачання; водовідведення, організація збору та утилізації відходів, діяльність по ліквідації забруднень | 0,7                       | Діяльність готелів та підприємств громадського харчування | 0,9                       |
| Сільське господарство                                                                                         | 7,4                       | Інші види діяльності                                      | 19,1                      |
| Будівництво                                                                                                   | 7,7                       |                                                           |                           |

## Валовий регіональний продукт
Татарстан — один з провідних регіонів РФ за обсягом ВРП. За даними Росстату, валовий продукт республіки становив:
| Рік  | ВРП, млрд. руб | Рік  | ВРП, млрд. руб |
| ---- | -------------- | ---- | -------------- |
| 1998 | 65,727         | 2005 | 482,759        |
| 1999 | 108,354        | 2006 | 605,911        |
| 2000 | 186,154        | 2007 | 757,401        |
| 2001 | 213,740        | 2008 | 926,056        |
| 2002 | 250,596        | 2009 | 884,232        |
| 2003 | 305,086        | 2011 | 1275,531       |
| 2004 | 391,116        | 2013 | 1547,151       |
|      |                | 2014 | 1631,141       |
|      |                | 2015 | 1788,000       |
|      |                | 2016 | 1944,000       |
|      |                | 2017 | 2115,550       |

Динаміка ВРП 1998—2017 рр., мрд. руб.
Валовий регіональний продукт на душу населення, тис. рублів
| 2005   | 2006   | 2007   | 2008   | 2009   | 2010   | 2011   | 2012   | 2013   | 2014   | 2015   | 2016   | 2017   |
| ------ | ------ | ------ | ------ | ------ | ------ | ------ | ------ | ------ | ------ | ------ | ------ | ------ |
| 128,22 | 161,04 | 201,17 | 245,63 | 234,20 | 264,56 | 344,09 | 376,91 | 403,94 | 424,98 | 463,81 | 501,40 | 543,86 |

## Економічне зонування
На території Республіки Татарстан виділяються 6 економічних зон:
| № | Назва економічної зони                                                 | Муніципальні освіти, що входять в економічну зону                                                                                                   |
| - | ---------------------------------------------------------------------- | --- |
| 1 | Казанська агломерація і Столичний економічний регіон (економічна зона) | Атнинський, Арський, Верхньоуслонський, Високогорський, Зеленодольський, Лаїшевський, Пестречинський райони, м. Казань                              |
| 2 | Передволжська економічна зона                                          | Апастовський, Буїнський, Дрожжанівський, Кайбицький, Камсько-Устьїнський, Тетюський райони                                                          |
| 3 | Передкамська економічна зона                                           | Балтасинський, Кукморський, Мамадиський, Рибно-Слободський, Сабинський, Тюлячинський райони                                                         |
| 4 | Закамская економічна зона                                              | Аксубаєський, Аексєєвський, Алькеєвський, Новошешминський, Нурлатський, Спаський, Чистопольський райони                                             |
| 5 | Нижньо-Камська (Набережночелнинська) агломерація і економічна зона     | Агризький, Актаниський, Єлабузький, Заїнський, Мензелінський, Муслюмовський, Менделєєвський, Нижньокамський, Тукаєвський райони, м. Набережні Челни |
| 6 | Південно-Східна економічна зона                                        | Азнакаєський, Альметьєвський, Бавлинський, Бугульминський, Леніногорський, Сармановський, Черемшанський, Ютазинський райони                         |

На території Нижньо-Камської економічної зони діють особлива економічна зона Алабуга, а також Нижньокамський нафтохімічний і Набережночелнинський автомобілебудівний кластери.

## Промисловість
За підсумками 2017 р зростання промислового виробництва склало 101,8 % до рівня 2016 року, обсяг відвантаженої продукції досяг 2 254,2 млрд руб. У 2011 році 95,3 % від республіканського обсягу припадало на муніципальні утворення з переважно розвиненим промисловим виробництвом. Сальдований фінансовий результат великих і середніх підприємств Республіки Татарстан склав 93 285,4 млн руб: 1 242 підприємства отримали прибуток у розмірі 104 613,15 млн руб і 499 організацій є збитковими, з розміром збитку — 11 327,75 млн руб.

## Сільське господарство
Важливу роль в економіці Республіки Татарстан грає аграрний сектор. Республіка входить до трійки лідерів серед інших регіонів Росії за обсягом сільськогосподарської продукції. В цілому за період січень-червень 2011 року реалізовано худоби і птиці в живій вазі 144,1 тис.тонн, на суму 57,5 млрд рублів. Основний обсяг реалізації худоби та птиці в живій вазі припадає на муніципальні райони з переважно розвиненим сільським господарством — 68,8 %.
Загальна посівна площа сільськогосподарських угідь на 2016 рік 3019,1 тис. гектарів.
Розміри посівних площ (в га):
| № | Культура             | 2016   |
| - | -------------------- | ------ |
| 1 | зернові культури     | 1587,4 |
| 2 | ярі зернові культури | 1072,0 |
| 3 | технічні культури    | 310,8  |
| 4 | картопля             | 72,8   |
| 5 | овочі                | 11,7   |
| 6 | кормові культури     | 1036,4 |

Поголів'я великої рогатої худоби на 1 січня 2016 року налічувало 1 029,0 тис. голів, із них корів — 362,6 тис. голів, поголів'я свиней склало 465,0 тис. голів, овець та кіз — 356,5 тис. голів, птиці — 16 887,0 тис. голів.
Наявність худоби та птиці в сільськогосподарських організаціях (тис. голів):
| № |                      | 2010   | 2011    | 2012    | 2013    | 2016    | 2017   | 2018   |
| - | -------------------- | ------ | ------- | ------- | ------- | ------- | ------ | ------ |
| 1 | Велика рогата худоба | 749,0  | 721,5   | 722,1   | 712,0   | 1029,0  | 1034,7 | 1018,7 |
|   | в тому числі корів   |        |         | 403,2   | 379,8   | 362,6   | 354,9  | 351,3  |
| 2 | Свині                | 592,8  | 509,3   | 506,3   | 569,5   | 465,0   | 482,7  | 484,1  |
| 3 | Вівці і кози         |        |         | 372,1   | 355,2   | 356,5   | 396,6  | 384,8  |
| 4 | Птах всіх видів      | 9928,5 | 10783,3 | 11376,1 | 12381,9 | 16887,0 | 17400  | н / д  |
| 5 | Коні                 | 18,4   | 16,2    | 14,8    | 14,4    | н / д   | н / д  | н / д  |

## Будівництво
На кінець 2010 року житловий фонд Республіки Татарстан налічував 86,2 млн м2, в середньому на 1 жителя припадало 22,8 м2 житла. За 1 півріччя 2011 року було введено 1171,4 тис. м2 загальної житлової площі з об'ємом робіт на суму 64,8 млрд. рублів. Серед якої 10,9 тис. квартир загальною площею 686 тис. м2 і 3,8 тис. індивідуальних житлових будинків загальною площею 485,4 тис. м2. У II кварталі 2011 року вартість 1 м² на первинному ринку житла становила 33,5 тис. рублів, на вторинному ринку — 35,4 тис. рублів. 1 188,6 тис. м2 житлового фонду має знос 65 %, на частку Казані доводиться 35,1 %. Площа аварійного житла на кінець 2010 року склала 352,1 тис. м2.
Лідерами по введенню житла на душу населення по республіці є: Лаїшевський район (1,069 м2), Високогорський (0,794 м2), Тукаєвський (0,785 м2), Агризький (0,657 м2) райони. Аутсайдерами: Єлабузький (0,058 м2), Ютазинський (0,089 м2), райони та м. Набережні Челни (0,102 м2). Лідерами по введенню житла є м. Казань (487 тис. м2), Альметьєвський район (79 тис. м2), м. Набережні Челни (78 тис. м2).
У Казанській агломерації розпочато спорудження міст-супутників 155-тисячного наукового міста Іннополіс і 100-тисячного Салават Купере, а також планується створення міст-супутників 40-тисячного Смарт-сіті і 157-тисячного Зелений Дол.

## Соціальна сфера
Середня заробітна плата і чисельність працюючих на підприємствах і в організаціях, включаючи суб'єкти малого підприємництва за видами діяльності в січні 2013 року:
| №  | Сфера                                                       | Середньомісячна заробітна плата одного працівника, рублів | Середньооблікова чисельність працівників, тис. людин |
| -- | ----------------------------------------------------------- | --------------------------------------------------------- | ---------------------------------------------------- |
| 1  | Сільське господарство, мисливство та лісове господарство    | 11 365                                                    | 67,5                                                 |
| 2  | Видобуток корисних копалин                                  | 35 814                                                    | 33,2                                                 |
| 3  | Обробні виробництва                                         | 23 655                                                    | 271,6                                                |
| 4  | Виробництво та розподілення електроенергії, газу та води    | 30 604                                                    | 42,7                                                 |
| 5  | Будівництво                                                 | 23 286                                                    | 117,4                                                |
| 6  | Оптова та роздрібна торгівля                                | 24 906                                                    | 158,4                                                |
| 7  | Транспорт і зв'язок                                         | 24 713                                                    | 98,5                                                 |
| 8  | Фінансова діяльність                                        | 28 942                                                    | 36,3                                                 |
| 9  | Операції з нерухомим майном, оренда і надання послуг        | 24 160                                                    | 133,4                                                |
| 10 | Освіта                                                      | 17 468                                                    | 161,6                                                |
| 11 | Охорона здоров'я та надання соціальних послуг               | 18 094                                                    | 98,1                                                 |
| 12 | Надання інших комунальних, соціальних і персональних послуг | 19 761                                                    | 47,9                                                 |

Рівень зареєстрованого безробіття по республіці на 21 липня 2015 року склав 0,88 %, на обліку в Центрах зайнятості населення рахується 16 680 осіб. Найбільший рівень безробіття в Тетюському (3,16 %), Сабинському (2,93 %), Чистопольському (2,66 %) районах та у м. Єлабуга (2,64 %). Найменший рівень в Пестречинському (0,29 %), Лаїшевському (0,34 %), Кукморському (0,52 %) районах.
Сумарна просрочена заборгованість на 1 липня 2011 року склала 64,2 млн рублів. Чисельність працівників, перед якими є заборгованість, склала 4 030 осіб. Сума заборгованості в розрахунку на одного працівника, перед яким є заборгованість, склала 15,9 тис. рублів.

## Транспорт
Столиця Татарстану — Казань знаходиться на відстані 797 км на схід від Москви. Дорога від Москви до Казані займає 12 годин поїздом, або 1 годину літаком.
Географічне положення Татарстану визначає його вузлове положення в транспортних зв'язках Уралу і Сибіру з європейською частиною Росії. У Татарстані представлені всі види транспорту. Однак недоліком дорожньої мережі республіки є її недостатня зв'язаність через особливості географічного положення: великі річки є серйозною перешкодою для організації наземного транспортного сполучення — є всього один Займищенський автомобільний міст (і окремий ж. -д. міст) через Волгу, два автомобільних переїзди через Каму (в тому числі поєднаний авто- і ж. -д. перехід у м. Набережні Челни) і один автомобільний міст через Вятку.
Автомобільні дороги представлені дорогами федерального значення М7 (Волга) «Москва — Казань — Уфа», М7 «Єлабуга — Іжевськ», Р239 «Казань — Оренбург» (з дублюючою ділянкою Шалі — Сорочі Гори), Р241 «Казань — Ульяновськ», А295 « Казань — Йошкар-Ола» і невеликими відрізками автодоріг М5 (Урал) «Москва — Самара — Челябінськ», А151 «Чебоксари — Ульяновськ».
З регіональних автодоріг найважливішими є 16А-0003 «Набережні Челни — Альметьєвськ», 16К-0396 «Казань — Арськ - Малмиж», 16К-0191 «Олексіївське — Високий Колок» (Казань — Самара).
Залізниці є в 22 районах, а також в міських округах Казань і Набережні Челни:
- північна широтна лінія Москва — Зеленодольськ — Казань — Агриз — Єкатеринбург (від неї відходить лінія Агриз — Іжевськ, а також тупикові гілки Зеленодольськ — Йошкар-Ола, Зеленодольськ — Волзьк, Казань — аеропорт);

- південна широтна лінія Москва — Ульяновськ — Нурлатськ — Бугульма — Уфа (тупикова гілка Уруссу — Жовтневий);

- східна меридіаональна лінія Агриз — Набережні Челни — Бугульма (тупикові гілки до Нижньокамська, до Альметьєвськ — Нижньо Мактаме, до ОЕЗ «Алабуга»);

- західна меридіональна лінія Зеленодольськ — Ульяновськ.

Водний транспорт доступний в 18 районах і обох міських округах. Судноплавство здійснюється за чотирма основними річках: Волга, Кама, В'ятка і Біла. До переліку судноплавних шляхів включені також гирлові ділянки річок Свіяга і Шешма.
Повітряний транспорт в республіці Татарстан представлений завдяки трьом аеропортам з регулярними рейсами: це міжнародні аеропорти федерального значення «Казань» і «Бегішево» (Нижньокамськ / Набережні Челни), а також регіональний аеропорт Бугульма.
Метрополітен в Казані відкритий в серпні 2005 року, має одну лінію довжиною 15,8 км і 10 станцій.
Татарстан — найбільший у Східній Європі центр трубопровідного транспорту. Основні нафто- і газопроводи виходять від Альметьєвсько-Бугульмінського промислового вузла в сусідні регіони. По нафтопроводу «Дружба» татарстанська нафта транспортується до Європи.

## Фінанси
На квітень 2012 року в Татарстані було зареєстровано 22 банки. Найбільшим банком за обсягом активів є Ак Барс, друге місце займав Татфондбанк (в березні 2017 року ліцензія у банку була відкликана).

## Корисні копалини

### Нафта
Основним ресурсом надр республіки є нафта. З початком освоєння в середині XX століття потужних нафтових родовищ на південному сході Татарську АРСР було названо «Другим Баку» і родовища стали найбільшими в СРСР до освоєння західно-сибірських родовищ в кінці 1970-х рр. Республіка має 894 млн тонн добувної нафти; розмір прогнозованих запасів складає 1 753,8 млн т. Видобутком нафти займаються 177 організацій, найбільшими промисловими підприємствами республіки є: ПАТ «Татнафта», «Татанафтохімінвест-холдинг», «Казань-оргсинтез».
У Татарстані відкрито 127 родовищ нафти, які об'єднують більше 3 000 покладів нафти. Саме тут розташоване друге за величиною родовище в Росії (на момент початку розробки найбільше) і одне з найбільших у світі — Ромашкинське, що розташоване в Леніногорському районі Татарстану. Серед великих родовищ виділяються Новоєлховське і Саусбашське, а також середнє Бавлінське родовище. Разом з нафтою добувається нафтовий газ — близько 40 м³ на 1 тону нафти. Відомі кілька незначних родовищ природного газу і газового конденсату.

### Вугілля
На території Татарстану виявлено 108 покладів вугілля. Разом з тим в промислових масштабах можуть використовуватися тільки поклади вугілля, приурочені до Південно-Татарського, Мелекеського і Північно-Татарського районів Камського вугільного басейну. Глибина залягання вугілля — від 900 до 1400 м.

### Інші корисні копалини
У надрах республіки є також промислові запаси вапняку, доломіту, будівельного піску, глини для виробництва цегли, будівельного каменю, гіпсу, піщано-гравійної суміші, торфу, а також перспективні запаси нафтобітумів, бурого і кам'яного вугілля, горючих сланців, цеолітів, міді, бокситів.

## Зовнішньоекономічні зв'язки
Татарстан має прямі економічні зв'язки з багатьма країнами світу, в деяких з яких республіка відкрила свої зовнішньоекономічні представництва. Наприклад, в 2008 році обсяг товарообігу між Татарстаном і Туреччиною досяг 3 млрд доларів.